# Выборы в Государственную думу Российской империи III созыва
Выборы в III Государственную Думу Российской империи — выборы в законодательный орган Российской империи, происходившие осенью 1907 года.

## Предыстория

### II Госдума, её состав и деятельность
Во вторую Государственную думу было избрано 509 депутатов: в возрасте до 30 лет — 72 человека, до 40 лет — 195 человек, до 50 лет −145 человек, до 60 лет — 39 человек, свыше 60 лет — 8 человек.
Высшее образование имели 3 % депутатов, среднее — 21 %, низшее — 32 %, домашнее — 8 %, а 1 % был неграмотным.
Среди депутатов были 169 крестьян, 32 рабочих, 20 священников, 25 земских городских и дворянских служащих, 10 мелких частных служащих (конторщиков, официантов), один поэт, 24 чиновника (в том числе 8 из судебного ведомства), три офицера, 10 профессоров и приват-доцентов, 28 других преподавателей, 19 журналистов, 33 юриста (адвокатура), 17 коммерсантов, 57 землевладельцев-дворян, 6 промышленников и директоров заводов. Только 32 члена Думы (6 %) являлись депутатами первой Думы.
По партийным фракциям они распределялись так: трудовая крестьянская фракция — 104 депутата, кадеты — 98, социал-демократическая фракция — 65, беспартийные — 50, польское коло — 46, фракция октябристов и группа умеренных — 44, социалисты-революционеры — 37, мусульманская фракция — 30, казачья группа — 17, народно-социалистическая фракция — 16, правых монархистов — 10, к партии демократических реформ принадлежал один депутат.

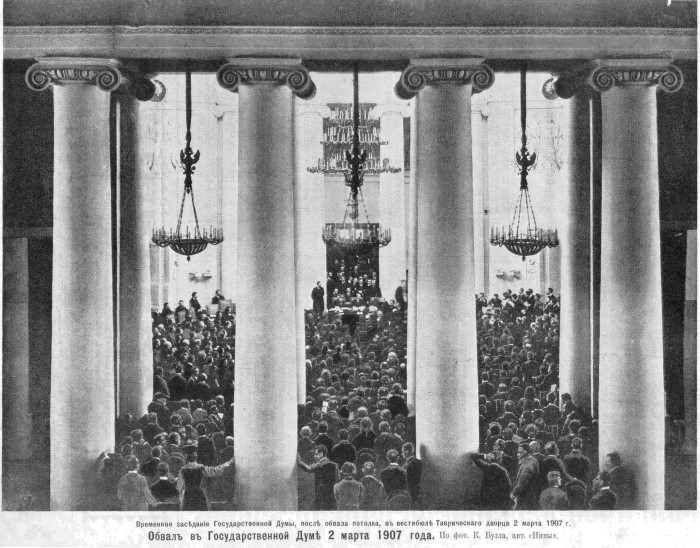
Временное заседание Государственной Думы, после обвала потолка, в вестибюле Таврического дворца 2 марта 1907 года

Центральным вопросом остался аграрный. Правые и октябристы защищали указ 9 ноября 1906 года (Столыпинская аграрная реформа). Кадеты доработали свой аграрный проект, сведя до минимума элемент принудительного отчуждения земли за выкуп (отказ от постоянного резервного фонда, наделение на местах не по потребительской норме, а в зависимости от наличия свободных земель и др.).
Трудовики занимали ту же позицию, что и в первой Государственной думе, в решении остальных вопросов они колебались между революционными социал-демократами и кадетами. Эсеры внесли проект социализации, часть социал-демократической фракции представила проект муниципализации земли. Большевики защищали программу национализации всей земли.
Линия социал-демократической фракции определялась меньшевистским большинством; из 54 социал-демократических депутатов с решающим голосом (11 депутатов, прошедшие в Государственную думу не от партии, имели совещательный голос) было 36 меньшевиков и 18 большевиков. Объяснялось это тем, что значительная часть меньшевиков, в том числе группа кавказских депутатов во главе с лидером фракции И. Г. Церетели, прошла голосами мелкой буржуазии.
Отказавшись от бойкота Государственной думы, большевики решили использовать думскую трибуну в интересах революции. В Государственной думе они отстаивали тактику «левого блока» с трудовиками, меньшевики же выступали за сотрудничество с кадетам.
В целом законодательная деятельность второй Думы, как и в случае с первой Государственной думой, носила следы политической конфронтации с властью.
В парламент было внесено 287 правительственных законопроектов (в том числе бюджет на 1907 г., законопроект о реформе местного суда, ответственности чиновников, аграрной реформе и др.).
Дума одобрила только 20 законопроектов. Из них лишь три получили силу закона (об установлении контингента новобранцев и два проекта помощи пострадавшим от неурожая).
Наиболее важные законопроекты к моменту роспуска Думы (спустя 103 дня после начала деятельности) рассматривались в её комиссиях.
Вторая Государственная Дума вошла в историю как «Дума народного гнева», самая радикальная и конфронтационно настроенная, тогда как третья была наиболее склонна к компромиссу с самодержавием.

### Третьеиюньский перевороти роспуск II Госдумы
Причиной роспуска II Думы послужила невозможность наладить конструктивное взаимодействие между правительством, возглавляемым премьер-министром П. А. Столыпиным, и Думой, значительную часть которой составляли представители крайних левых партий (социал-демократы, социалисты-революционеры, народные социалисты) и примыкавшие к ним трудовики. II Дума, открывшаяся 20 февраля 1907 года, имела не менее оппозиционное настроение, чем ранее распущенная I Дума. Дума проявила тенденцию к отклонению всех правительственных законопроектов и бюджета, а законопроекты, предлагавшиеся Думой, заведомо не могли быть утверждены Государственным Советом и императором. Сложившаяся ситуация представляла собой конституционный кризис — Основные государственные законы (фактически конституция России) позволяли императору в любой момент распустить Думу, но он был обязан созвать новую Думу и не мог без её согласия изменить избирательный закон; но при этом следующая Дума, предположительно, не отличалась бы по оппозиционности от распущенной.
Правительство нашло выход из кризиса в одновременном роспуске Думы и изменении избирательного закона для выборов в следующую Думу. Предлогом для роспуска послужило посещение социал-демократических депутатов Думы делегацией солдат петербургского гарнизона, передавших им «солдатский наказ». П. А. Столыпин использовал это незначительное событие для того, чтобы 1 июня 1907 года, представляя данный эпизод в виде развёрнутого заговора против государственного строя, потребовать от Думы отстранения от участия в заседаниях 55 депутатов социал-демократической фракции и снятия депутатской неприкосновенности с шестнадцати из них. Дума, не дав немедленный ответ правительству, учредила особую комиссию, заключение которой должно было быть оглашено 4 июля. Не дожидаясь ответа Думы, Николай II 3 июня распустил Думу, опубликовал изменённый избирательный закон и назначил выборы в новую Думу, которая должна была собраться 1 ноября 1907 года. II Дума просуществовала 103 дня.
Роспуск Думы был прерогативой императора, но одновременное изменение избирательного закона являлось нарушением требований статьи 87 Основных государственных законов, по которым избирательный закон мог быть изменён только при согласии Государственной Думы и Государственного Совета; по этой причине данные события получили известность как «третьеиюньский переворот».
Избирательный закон был изменён таким образом, что круг избирателей значительно сузился, а избиратели с высоким имущественным цензом (землевладельцы и горожане высшего ценза, то есть преимущественно домовладельцы) получили фактический контроль над выборами на большинство парламентских мест. Большинство в III Думе перешло к проправительственным фракциям — октябристской и националистической, позиции левых партий были существенно подорваны. Новая Дума сумела наладить конструктивную законодательную работу в контакте с правительством. В то же время новый избирательный закон поколебал представления населения о том, что депутаты Думы являются его представителями.
Роспуск II Думы совпал по времени с заметным ослаблением забастовочного движения, аграрных волнений. В стране наступило относительное спокойствие. 3 июня принято считать последним днём Первой русской революции.
В 1911—1913 годах достоянием общественности стали сведения о том, что написание «солдатского наказа» и организация визита солдатской делегации к социал-демократическим депутатам происходили при активном участии внедрённых в петербургскую Военную организацию РСДРП агентов Охранного отделения. Вопрос о том, была ли ситуация с «солдатским наказом» организована по приказу П. А. Столыпина или по собственной инициативе полиции, или же полицейские информаторы донесли властям о происходящих событиях, остаётся по сей день нерешённым.

## Выборы в III Госдуму

### Выборы
Выборы проходили осенью 1907 года.
Закон 3 июня 1907 года радикально перераспределил число выборщиков в пользу помещиков и крупной буржуазии (они получили 2/3 общего числа выборщиков, рабочим же и крестьянам было оставлено около 1/4 выборщиков).
Право рабочих и крестьянских выборщиков самим избирать положенное им число депутатов из своей среды передавалось губернскому избирательному собранию в целом, где в большинстве случаев преобладали помещики и буржуазия. Городская курия разделялась на 2: 1-ю составляла крупная буржуазия, 2-ю — мелкая буржуазия и городская интеллигенция.
Представительство народов национальных окраин резко сокращалось: народы Средней Азии, Якутии и некоторых других национальных районов полностью отстранялись от выборов.

### Итоги выборов
Итоги выборов в I, II и III Госдумы были такими:
| Партия               | I Дума   | II Дума | III Дума |
| -------------------- | -------- | ------- | -------- |
| РСДРП                | (10)     | 65      | 19       |
| Эсеры                | -        | 37      | -        |
| Народные социалисты  | -        | 16      | -        |
| Трудовики            | 107 (97) | 104     | 13       |
| Прогрессивная партия | 60       | -       | 28       |
| Кадеты               | 161      | 98      | 54       |
| Автономисты          | 70       | 76      | 26       |
| Октябристы           | 13       | 54      | 154      |
| Националисты         | -        | -       | 97       |
| Правые               | -        | -       | 50       |
| Беспартийные         | 100      | 50      | -        |